# بطولة العالم للدراجات على المضمار 2007
بطولة العالم للدراجات على المضمار 2007 هي الدورة ال104 من بطولة العالم للدراجات على المضمار، أجريت في ميورقة، إسبانيا.

## النتائج النهائية
| المسابقة                                      | ذهبية                                                                          | فضية                                                                              | برونزية                                                                  |
| --------------------------------------------- | ------------------------------------------------------------------------------ | --------------------------------------------------------------------------------- | ------------------------------------------------------------------------ |
| الرجال                                        |                                                                                |                                                                                   |                                                                          |
| السرعة الفردية                                | ثيو بوس (NED)                                                                  | غريغوري باودج (FRA)                                                               | ميكائيل بورجين (FRA)                                                     |
| سباق الكيلو متر ضد الساعة                     | كريس هوي (GBR)                                                                 | François Pervis (FRA)                                                             | جيمي ستاف (GBR)                                                          |
| سباق المطاردة الفردية                         | برادلي ويغينز (المملكة المتحدة)                                                | روبرت برتكو (ألمانيا)                                                             | سيرجي إسكوبار (إسبانيا)                                                  |
| سباق المطاردة الفرقية                         | جيرانت توماس · إد كلانسي · بول مانينغ (دراج) · برادلي ويغينز · بريطانيا العظمى | Vitaliy Schedov · فيتالي بوبكوف · Maxim Polischuk · Lyubomyr Polatayko · أوكرانيا | كاسبر يورغنسن · ينس اريك مادسن · مايكل موركوف · أليكس راسموسن · الدنمارك |
| سباق الخدش - السكراتش                         | وونغ كام بو (HKG)                                                              | Wim Stroetinga (NED)                                                              | Rafał Ratajczyk (POL)                                                    |
| السرعة الفردية للفرق                          | غريغوري باودج · ميكائيل بورجين · أرنو تورنانت · فرنسا                          | روس ادجار · كريس هوي · كريغ ماكلين · بريطانيا العظمى                              | روبرت فورستمان · ماكسيميليان ليفي · Stefan Nimke · ألمانيا               |
| السرعة الفردية بالترادف (بالإنجليزية: tandem)‏ |                                                                                |                                                                                   |                                                                          |
| السباق الأمريكي (ماديسون)                     | برونو ريسي · فرانكو مارفولي · سويسرا                                           | بيتر تشيب · داني ستام · هولندا                                                    | Alois Kaňkovský · بيتر لازار · جمهورية التشيك                            |
| سباق مطاردة الدراجة النارية للهواة            |                                                                                |                                                                                   |                                                                          |
| سباق مطاردة الدراجة النارية للمحترفين         |                                                                                |                                                                                   |                                                                          |
| الكيرين                                       | كريس هوي (GBR)                                                                 | ثيو بوس (NED)                                                                     | روس ادجار (GBR)                                                          |
| سباق النقاط                                   | جوان يانيراس (ESP)                                                             | Iljo Keisse (BEL)                                                                 | ميخائيل إيغناتيف (دراج) (RUS)                                            |
| سباق الأومنيوم                                | Alois Kaňkovský (CZE)                                                          | والتر بيريز (الدراج) (ARG)                                                        | تشارلز برادلي هوف (USA)                                                  |
| السيدات                                       |                                                                                |                                                                                   |                                                                          |
| السرعة الفردية                                | فيكتوريا بندلتون (GBR)                                                         | قوه شوانغ (CHN)                                                                   | آنا مارس (AUS)                                                           |
| سباق 500 متر ضد الساعة                        | آنا مارس (2) (AUS)                                                             | ليساندرا غيرا (CUB)                                                               | ناتاليا تسيلينسكايا (BLR)                                                |
| سباق المطاردة الفردية                         | سارة همر (USA)                                                                 | ريبيكا روميرو (GBR)                                                               | كاتي ماكتير (AUS)                                                        |
| سباق المطاردة الفرقية                         |                                                                                |                                                                                   |                                                                          |
| سباق الخدش - السكراتش                         | يوماري غونزاليس (CUB)                                                          | ماريا لويزا كالي (COL)                                                            | Adrie Visser (NED)                                                       |
| السرعة الفردية للفرق                          | فيكتوريا بندلتون · شانازي ريد · بريطانيا العظمى                                | Yvonne Hijgenaar · Willy Kanis · هولندا                                           | كريستين بايلي · آنا مارس · أستراليا                                      |
| الكيرين                                       | فيكتوريا بندلتون (GBR)                                                         | قوه شوانغ (CHN)                                                                   | آنا مارس (AUS)                                                           |
| سباق النقاط                                   | كاثرين بيتس (AUS)                                                              | Mie Bekker Lacota (DEN)                                                           | Catherine Cheatley (NZL)                                                 |
| سباق الأومنيوم                                |                                                                                |                                                                                   |                                                                          |